# Dr. Silberman
Dr. Peter Silberman is een personage uit de Terminator-franchise. Hij wordt gespeeld door Earl Boen in de films, en door Bruce Davison in de televisieserie.
Silberman is een psycholoog die zich vooral bezighoudt met het onderzoeken van criminelen. Hij is het enige bijpersonage dat in alle drie de films en de televisieserie heeft meegespeeld. Hij heeft ook een cameo in T2 3-D: Battle Across Time.

## The Terminator
In The Terminator wordt Dr. Silberman erbij gehaald wanneer de politie Kyle Reese ondervraagt, een soldaat uit de toekomst die Sarah Connor moet beschermen tegen de Terminator. Reese vertelt hem zijn verhaal, maar Silberman doet dit van de hand als een waandenkbeeld. Hij verlaat het politiebureau net voordat de Terminator aanvalt.

## Terminator 2: Judgment Day
In Terminator 2: Judgment Day is Dr. Silberman een vaste arts in de kliniek waar Sarah Connor verblijft. Hij onderzoekt haar geregeld. Hoewel hij het goed met haar voor heeft, wordt hij regelmatig slachtoffer van haar aanvallen. Zo heeft ze hem ooit in de knie gestoken met een pen.
Tijdens Sarahs ontsnapping is Silberman getuige van zowel de T-800 als de T-1000 terminators. Hij krijgt zo het bewijs te zien dat Sarahs “waanbeelden” echt waar zijn. Hij blijft geschokt achter in de kliniek wanneer Sarah, John en de T-800 vluchten.
In een uiteindelijk geschrapte scène is te zien hoe Dr. Silberman wordt weggedragen terwijl hij mompelt dat Sarah gelijk heeft.

## Terminator 3: Rise of the Machines
In Terminator 3: Rise of the Machines bevindt Dr. Silberman zich bij de politie-eenheid tijdens het gevecht op het kerkhof. Hij werkt hier als steunpunt voor slachtoffers. Zijn ervaringen uit de vorige film maken dat hij inmiddels twijfelt aan zijn eigen kunnen, en of hij wel altijd gelijk heeft. Wanneer hij de nieuwe T-800 ziet, vlucht hij in paniek weg.
Zijn lot nadat Skynet zijn aanval begint is niet bekend. In een uitgebreidere versie van de “Judgment Day scène” wordt getoond hoe hij gedood wordt. Deze scène is echter uit de film geknipt, waardoor het mogelijk is dat hij ook in de volgende film voorkomt.

## Terminator: The Sarah Connor Chronicles
In de serie Terminator: The Sarah Connor Chronicles wordt Dr. Silberman gezien in aflevering zeven, The Demon Hand. In deze serie is hij na de gebeurtenissen uit Terminator 2 met pensioen gegaan. In afzondering tuiniert hij , en schrijft een boek over zijn ervaringen als psycholoog.
Wanneer een FBI agent genaamd James Ellison hem ondervraagt over Sarah Connor, verdooft Silberman hem daar hij denkt dat Ellison een nieuwe Terminator is. Pas na een reeks testen is Silberman ervan overtuigd dat Ellison een mens is. Wanneer hij ziet dat Ellison de hand van een Terminator bij zich heeft, steelt hij deze. Vervolgens steekt hij zijn huis in brand, en geeft de hand aan Sarah. Hij biedt haar tevens zijn excuses aan voor het niet geloven van haar verhalen.
Naderhand wordt Silberman gearresteerd, en opgesloten in dezelfde cel waar Sarah zat in de tweede film.